# Otto Angel
Otto Angel (20 de Fevereiro de 1913 - 14 de Outubro de 2002) foi um oficial alemão que serviu na  durante a Segunda Guerra Mundial. Foi condecorado com a Cruz de Cavaleiro da Cruz de Ferro.